# Tamte dni
Tamte dni – debiutancki album studyjny polskiego piosenkarza Marcina Maciejczaka. Wydawnictwo ukazało się 11 czerwca 2021 roku nakładem wytwórni muzycznej Universal Music Polska. Album zadebiutował na 13. miejscu polskiej listy sprzedaży – OLiS.

## Lista utworów
Opracowano na podstawie materiału źródłowego.
1. „Teraz”
2. „Obudź mnie”
3. „Deszcz i bez”
4. „Tamte dni”
5. „Ciepły front” (gościnnie: Natalia Nykiel)
6. „Kaj”
7. „Nie proszę o więcej”
8. „Marzenie”
9. „Jak gdyby nic”
10. „W sercu żal”
11. Jeśli powiem”